# Pradell (Gurb)
El Pradell és una masia de Gurb (Osona) inclosa a l'Inventari del Patrimoni Arquitectònic de Catalunya.

## Descripció
El primer document que existeix de la masia El Pradell es del segle XI.
Com es natural al llarg dels segles s’han fet diverses modificacions arquitectòniques per mantenir la masia y fer possible la seva habitabilitat, la ultima al segle XX
Edifici de planta rectangular cobert a quatre vessants i que consta de planta baixa i dos pisos. La façana és orientada a migdia. En aquesta part la teulada presenta un ràfec molt ampli, ja que cobreix els cossos de galeries ubicats a banda i banda del portal central. Aquest està format per grosses dovelles que formen un arc rebaixat i amb un escut al damunt, a sobre del qual hi ha una finestra Neogòtica.
Adossada a la part dreta de l'edificació hi ha una torre de planta quadrada que consta de planta baixa i tres pisos, a la part superior s'hi obren badius. A la part de tramuntana (banda nord) s'obre una galeria a nivell del primer pis amb varis portals. La casa està envoltada per un ampli jardí.
La Masia guardava una imatge de la Mare de Déu gòtica de la capella de Santa Maria de Palau. Actualment esta en el museu Episcopal de Vic.

### Capella
Edifici religiós adossat al mas El Pradell. És de nau única i la façana es troba orientada a migdia, té un portal que forma una mena de gablet amb pinacles adossats a la façana i un ull de bou amb vitralls a sobre. És coberta a dues vessants i a la part de migdia hi ha un petit campanar d'espadanya sense campanes. A l'interior es formen nerviacions goticitzants i l'absis té una finestra ogival decorada amb vitralls. A la guerra civil de 1936 es va cremar part de la decoracio interior. Actualment esta en desus religios.

## Història
Mas d'antiga tradició del segle XI ampliat i reformat al segle XIX i la última reforma es realitzà després de la Guerra Civil de 1936 degut als grans desperfectes que va patir.
Està registrat al fogatge de la parròquia i terme de Sant Esteve de Granollers de l'any 1553. Habitava el mas Joan Pradell.